# Mà del mort

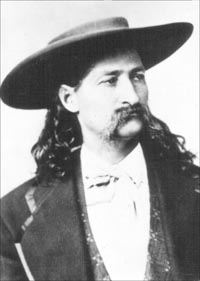
Retrat de Wild Bill Hickok

Es coneix amb el malnom de mà del mort la combinació de cartes del joc de pòquer formada per una doble parella d'asos i vuits, preferentment de piques i trèbols. Es considera una combinació que dona mala sort perquè és la mà que tenia el pistoler Wild Bill Hickok en el moment en què va ser assassinat. Segons la llegenda, el dia 2 d'agost de 1876, Hickok va anar a jugar a cartes al saloon de Deadwood. En ser l'últim en arribar no va poder triar lloc on seure i no va poder fer-ho d'esquena a la paret, com acostumava. Enmig de la partida, va entrar al local John Jack McCall, un buscabregues local, i va disparar a Hickok al clatell sense que aquest, en caure a terra, ni tan sols deixés anar les quatre cartes que sostenia a la mà en espera d'una cinquena. McCall va confessar que únicament l'havia matat per fer-se famós donat que el mort era un reconegut pistoler. Per contra, l'assassí es va guanyar la fama de traicioner i, a més, va ser penjat.